# Datronia
Datronia là một chi nấm thuộc họ Polyporaceae.